# Francisco Flores García
Francisco Flores García, född 1846, död 1917, var en spansk författare.
Flores García började som järnarbetare i sin födelsestad Malaga men fick redan 1864 sitt första drama uppfört där och utgav sedan inemot ett 80-tal dramer, de flesta komedier på vers. Somliga är parodiska, som Galeotito, en parodi på José Echegarays El gran Galeoto. Stilen är enkel och folklig. Flores García stärkte sin popularitet genom berättelser och romaner; han var dessutom tidningsredaktör och en tid direktör för den berömda Madridteatern Lara.